# Мађарска на Светском првенству у атлетици у дворани 2018.
Мађарска је на 17. Светском првенству у атлетици у дворани 2018. одржаном у Бирмингему од 1. до 4. марта учествовала седамнаести пут, односно учествовала је на свим првенствима до данас. Репрезентацију Мађарске представљала су 5 такмичара (1 мушкарац и 4 жена) који су се такмичили у 4 дисциплине (1 мушка и 3 женске).,
На овом првенству Мађарска је са 1 златном медаљом делила 9. место. Остварен је један национални рекорд.
У табели успешности (према броју и пласману такмичара који су учествовали у финалним такмичењима (првих 8 такмичара) Мађарска је са 2 учесника у финалу заузела 22. место са освојених 11 бодова.
| Плас. | Земља    | 1. место | 2. место | 3. место | 4. место | 5. место | 6. место | 7. место | 8. место | Бр. финал. | Бод. |
| ----- | -------- | -------- | -------- | -------- | -------- | -------- | -------- | -------- | -------- | ---------- | ---- |
| 22.   | Мађарска | 1        | 0        | 0        | 0        | 0        | 1        | 0        | 0        | 2          | 11   |

## Учесници
| Мушкарци: - Балаш Баји — 60 м препоне | Жене: - Грета Керекес — 60 м препоне - Луца Козак — 60 м препоне - Анита Мартон — Бацање кугле - Ксенија Крижан — Петобој |  |

## Освајачи медаља (1)

### Злато (1)
- Анита Мартон — Бацање кугле

## Резултати

### Мушкарци
| Атлетичар  | Дисциплина   | Лични рекорд | Квалификација  | Квалификација | Полуфинале  | Полуфинале | Финале               | Финале       | Детаљи |
| Атлетичар  | Дисциплина   | Лични рекорд | Резултат       | Место         | Резултат    | Место      | Резултат             | Место        | Детаљи |
| ---------- | ------------ | ------------ | -------------- | ------------- | ----------- | ---------- | -------------------- | ------------ | ------ |
| Балаш Баји | 60 м препоне | 7,53 НР      | 7,66 (.655) КВ | 3. у гр. 2    | 7,64 (.634) | 3. у гр. 1 | Није се квалификовао | 10 / 36 (37) |        |

### Жене
| Атлетичарка   | Дисциплина   | Лични рекорд | Квалификација | Квалификација | Полуфинале  | Полуфинале | Финале                | Финале       | Детаљи |
| Атлетичарка   | Дисциплина   | Лични рекорд | Резултат      | Место         | Резултат    | Место      | Резултат              | Место        | Детаљи |
| ------------- | ------------ | ------------ | ------------- | ------------- | ----------- | ---------- | --------------------- | ------------ | ------ |
| Грета Керекес | 60 м препоне | 8,07         | 8,20 (.199)   | 3. у гр. 5    | 8,17        | 6. у гр. 2 | Нису се квалификовале | 17 / 36 (37) |        |
| Луца Козак    | 60 м препоне | 8,09         | 8,16 (.153)   | 3. у гр. 4    | 8,24 (.236) | 8. у гр. 1 | Нису се квалификовале | 23 / 36 (37) |        |
| Анита Мартон  | Бацање кугле | 19,23 НР     |               |               |             |            | 19,62 СРС, НР, ЛР     |              |        |

#### Петобој
| Дисциплина   | Ксенија Крижан | Ксенија Крижан | Ксенија Крижан | Ксенија Крижан | Ксенија Крижан | Ксенија Крижан |
| Дисциплина   | Лич. рек.      | Резултат       | Бод.           | Плас.          | Укупно         | Плас.          |
| ------------ | -------------- | -------------- | -------------- | -------------- | -------------- | -------------- |
| 60 м препоне | 8,30           | 8,38           | 1.044          | 7.             | 1.044          | 7.             |
| Скок увис    | 1,81           | 1,82 ЛР        | 1.003          | 6.             | 2.047          | 5.             |
| Бацање кугле | 14,31          | 13,88          | 786            | 8.             | 2.833          | 5.             |
| Скок удаљ    | 6,17           | 6,09           | 877            | 9.             | 3.710          | 6.             |
| 800 м        | 2:15,08        | 2:18,12        | 849            | 4.             | 4.559          | 6.             |
| Петобој      | 4.691          |                |                |                | 4.559          | 6 / 12         |